# Etam (Tombel)
Etam est une localité du Cameroun, située dans l'arrondissement de Tombel, le département de Koupé-Manengouba et la Région du Sud-Ouest.

## Population
Lors du recensement national de 2005, la localité comptait 3 485 habitants.